# Kościeniewicze
Kościeniewicze (prononciation : [kɔɕt͡ɕɛɲɛˈvʲit͡ʂɛ]) est un village polonais de la gmina de Piszczac dans le powiat de Biała Podlaska de la voïvodie de Lublin dans l'est de la Pologne.
Il se situe à environ 5 kilomètres à l'ouest de Piszczac (siège de la gmina), 16 kilomètres au sud-est de Biała Podlaska (siège du powiat) et 95 kilomètres au nord-est de Lublin (capitale de la voïvodie).

## Histoire
De 1975 à 1998, le village est attaché administrativement à la voïvodie de Biała Podlaska.

Depuis 1999, il fait partie de la voïvodie de Lublin.